# 相模原市立内郷小学校
相模原市立内郷小学校（さがみはらしりつ うちごうしょうがっこう）は、神奈川県相模原市緑区寸沢嵐に存在する公立の小学校である。

## 沿革
- 1873年（明治6年） - 若柳学校、寸沢嵐学校、増原学校の各学校が、寺院・民家を利用し発足。
- 1880年（明治13年）7月20日 - 上記3校を合併し、柳沢小学校創立。
- 1892年（明治25年）4月27日 - 尋常柳沢小学校と改称。
- 1899年（明治32年） - 高等科を併置し、尋常高等柳沢小学校と改称。
- 1903年（明治36年）5月26日 - 内郷村立実業補修学校を附設。
- 1906年（明治39年） - 学校園新設、学校林設置（鼠坂山）。
- 1912年（明治45年）4月16日 - 校舎教室の増設・落成式。
- 1915年（大正4年）11月14日 - 学校林10周年記念式典挙行、祝賀会開催。
- 1923年（大正12年） - 内郷村立尋常高等小学校と改称。
- 1925年（大正14年） - 4教室増築と裁縫室の新設。
- 1936年（昭和11年） - 二宮尊徳翁の石像建立。
- 1941年（昭和16年）4月1日 - 国民学校令により、内郷村立国民学校と改称。
- 1943年（昭和18年） - 戦時下食糧難のため校庭約2反歩を開墾、甘藷・大豆等収穫。
- 1944年（昭和19年）8月 - 横浜市二谷国民学校疎開分団入村。
- 1947年（昭和22年）5月 - 6・3制（新学制）実施により、内郷村立内郷小学校と改称。学校後援会発足。
- 1948年（昭和23年）5月5日 - PTA発会式。
- 1954年（昭和29年）1月1日 - 町村合併により、相模湖町立内郷小学校と改称。
- 1956年（昭和31年） - 新校舎落成、旧校舎を移築し講堂とする。
- 1960年（昭和35年）12月6日 - 創立80周年式典挙行し、校歌制定発表会挙行。
- 1962年（昭和37年）11月20日 - 校旗制定式典挙行。
- 1965年（昭和40年）8月17日 - プール完成、竣工式挙行。
- 1969年（昭和44年）3月5日 - 鉄筋2階建校舎落成竣工式挙行。
- 1973年（昭和48年） - 運動場の施設整備。
- 1977年（昭和52年）3月31日 - 鉄筋校舎3教室増築竣工式挙行。
- 1978年（昭和53年） - 体育館建築[1]。
- 1979年（昭和54年）1月29日 - 内郷小学校体育館落成竣工式挙行。
- 1980年（昭和55年）7月20日 - 創立100周年記念事業として記念誌等刊行。
- 1982年（昭和57年）3月18日 - 土俵落成式挙行。
- 1983年（昭和58年）3月15日 - 土俵上棟式挙行。
- 1986年（昭和61年）4月5日 - 図書室新設。
- 1988年（昭和63年）5月19日 - 木造校舎用仮設水洗トイレ設置。
- 1989年（平成元年）8月 - 体育用一輪車置き場設置。
- 1991年（平成3年）3月27日 - 鉄筋校舎下駄箱総入れ替え。
- 1992年（平成4年） - 鉄筋校舎屋上修理及び校舎内照明器具の取り替えと増設。
- 1994年（平成6年）
  - 時期不明 - 新校舎建築[1]。
  - 9月9日 - 新校舎落成竣工式挙行。
- 1995年（平成7年）12月 - プール新設。
- 2004年（平成16年）7月 - 内郷学区防犯対策協議会結成、防犯活動開始。
- 2006年（平成18年）3月20日 - 相模湖町が相模原市に合併された事により、相模原市立内郷小学校と改称。
- 2008年（平成20年）10月29日 - 土俵柱改修。
- 2009年（平成21年）1月14日 - 土俵柱完成記念式挙行。
- 2017年（平成29年）
  - 2月 - 内郷地区子供会育成会連絡協議会解散により物置寄贈。
  - 9月 - 一輪車練習台設置。
- 2018年（平成30年）12月 - プール入口改修。
- 2019年（令和元年）9月 - プール床面塗装。同月、日本相撲協会よりまわし寄贈。空調設備（エアコン）工事。

## 通学区域
- 相模原市緑区[2]
  - 寸沢嵐（1～2335番・2468～3692番）
  - 若柳（461～1582番・1628～1634番）

## 進学中学校
- 相模原市緑区[2]
  - 相模原市立内郷中学校

## アクセス
- 神奈川中央交通バス、湖21・湖28の各系統で、「寸沢嵐」バス停下車後、学校正門まで[3]。
  - 相模湖駅行のりばから、徒歩約335m・約5分。
  - 三ケ木行のりばから、徒歩約300m・約5分。

## 学校周辺
- 内郷グラウンド
- 阿津川
- 綿半ホームエイド相模湖店